# Догмэн
«Догмэн» (англ. Dogman) — французско-итальянская драма, снятая режиссёром Маттео Гарроне в 2018 году. В главных ролях задействованы Марчелло Фонте и Эдоардо Пеше. Премьера фильма состоялась на 71-м Международном кинофестивале в Каннах  в мае 2018 года.

## Сюжет
Тихий и спокойный Марчелло знает, как найти подход к любой собаке. Всё дело в том, что он владеет небольшим салоном по стрижке четвероногих друзей. Однако его жизнь могла быть счастливее, если бы её не омрачал мрачный знакомый Симоне — бывший боксер, который держит в страхе всю округу. Однажды Симоне совершает дерзкое преступление, после чего подставляет своего друга, и подозрения полиции падают на несчастного Марчелло, который оказывается заложником сложившейся ситуации. И теперь наш герой предстаёт перед непростым выбором: принять всё как есть или объявить войну зарвавшемуся негодяю.
В основе сюжета картины лежат реальные события 1988 года, когда Пьетро де Негри убил боксера-любителя Джанкарло Риччи. Убийство потрясло весь Рим своими подробностями, так как Пьетро жестоко пытал Риччи, однако независимое расследование преступления показало, что скорее всего у Негри был как минимум один помощник и убийство было задумано не из мести, а с целью избавить район от дебошира.

## В ролях
- Марчелло Фонте — Марчелло
- Эдоардо Пеше — Симончино
- Нунция Скьяно — мать Симончино
- Адамо Дионизи — Франко
- Франческо Акуароли[англ.] — владелец игровых автоматов
- Джанлука Гобби — хозяин ресторана
- Алида Бальдари Калабрия — Алида
- Лаура Пиццирани — мать Алиды

## Награды и номинации
- 2018 — приз за лучшую мужскую роль (Марчелло Фонте) и приз «Пальмовая собака» на Каннском кинофестивале.
- 2018 — участие в конкурсной программе Вальядолидского кинофестиваля.
- 2018 — приз Фонда Габриэля Шеровера на Иерусалимском кинофестивале.
- 2018 — три премии Европейской киноакадемии: лучший европейский актёр (Марчелло Фонте), лучший европейский художник по гриму и причёскам (Далия Колли, Лоренцо Тамбурини, Даниэла Тартари), лучший художник по костюмам (Массимо Кантини Паррини). Кроме того, лента получила три номинации: лучший европейский фильм, лучший европейский режиссёр (Маттео Гарроне), лучший европейский сценарий (Уго Чити, Маттео Гарроне, Массимо Гаудиозо).
- 2018 — 8 премий «Серебряная лента»: лучший фильм, лучший режиссёр (обе — Маттео Гарроне), лучший продюсер (Паоло дель Брокко, Маттео Гарроне), лучшая мужская роль (Марчелло Фонте, Эдоардо Пеше), лучшая работа художника-постановщика (Димитри Капуани), лучший монтаж (Марко Сполетини), лучший специалист по кастингу (Франческо Ведовати), лучший звук. Кроме того, лента получила две номинации: лучший сценарий (Уго Чити, Маттео Гарроне, Массимо Гаудиозо), лучшие костюмы (Массимо Кантини Паррини).
- 2019 — номинация на премию BAFTA за лучший фильм не на английском языке.
- 2019 — 9 премий «Давид ди Донателло»: лучший фильм, лучший режиссёр (обе — Маттео Гарроне), лучший оригинальный сценарий (Уго Чити, Маттео Гарроне, Массимо Гаудиозо), лучшая мужская роль второго плана (Эдоардо Пеше), лучшая операторская работа (Николай Брюэль), лучшая работа художника-постановщика (Димитри Капуани), лучший монтаж (Марко Сполетини), лучший грим (Далия Колли, Лоренцо Тамбурини), лучший звук. Кроме того, лента получила ещё 7 номинаций: «Молодёжный Давид», лучшая мужская роль (Марчелло Фонте), лучшая музыка (Мишель Брага), лучшие костюмы (Массимо Кантини Паррини), лучшие причёски (Даниэла Тартари), лучшие визуальные эффекты (Родольфо Мальяри), лучшее производство (Archimede, Le Pacte, Rai Cinema).
- 2019 — номинация на премию «Орлы» за лучший европейский фильм.